# Gracixalus lumarius
Gracixalus lumarius là một loài ếch bản địa tại Việt Nam, được phát hiện năm 2014.